# Beye
Beye (от англ. Binary EYE, старое название Biew) — мультиплатформенный редактор файлов с поддержкой бинарного, шестнадцатеричного и дизассемблерных режимов. Для дизассемблирования используется Intel-синтаксис. Цветные AVR/Java/x86-i386-AMD64/ARM-XScale/PPC64 дизассемблеры, перекодировщик кодовых страниц, полный просмотр форматов — MZ, NE, PE, NLM, coff32, ELF частичный — a.out, LE, LX, Phar Lap; навигатор по коду.

## История
Этот проект начался в середине 1994. Тогда он назывался: biew, но позже был переименован в beye, так как его старое имя вызывало некоторые негативные ассоциации в английском языке. В то время, компиляторы не были способны генерировать качественно оптимизированный код и процессоры были слишком слабые. Это стало причиной того, что программисты кодировали бинарные файлы с использованием ассемблеров. В те дни компьютерная индустрия во многих странах, включая Россию, была далека от Интернета и было проблематично выискать хоть какие-то знания о процессорах. Многие программы работали с ошибками и было очень сложно понять истинную причину их возникновения. Компилятор мог содержать многие ошибки внутри себя, равно как и исходники программ могли содержать неправильно написанные места. После многих попыток понять, что может служить причиной неправильной работы программ, автор Beye стал кодировать собственный дизассемблер. Скорее всего, на тот момент существовало множество готовых дизассемблеров, но невозможность получить их стала главной причиной начала разработки собственного дизассемблера. Автор Beye был знаком с некоторыми дизассемблерами тех дней, такими как hiew и qview. Однако эти дизассемблеры не удовлетворяли всем потребностям автора beye. Когда проект достиг функциональности hiew тех дней, автор стал распространять свой проект среди друзей. Изначально Beye был проектом с закрытыми исходниками, но друзья помогли улучшить проект новыми идеями и, в редких случаях, новыми строками кода. Позже, после покупки модема, автор открыл исходный код и опубликовал его в Интернете. Автор понимал, что коммерческая выгода от продаж исполнимого модуля beye была бы слишком мала. С другой стороны, привлечение новых добровольцев могло бы помочь серьёзно улучшить проект. 16 мая 1999 года на sourceforge.net были опубликованы исходные коды проекта.

## Правовые вопросы
Beye был разработан как инструмент оценки качества кода, генерируемого компиляторами. Автор не несёт ответственности за использование данной программы для взлома коммерческого ПО.

## Особенности
Сегодня beye включает следующие особенности:
- Встроенные AVR/Java/x86-i386-AMD64/ARM-XScale/PPC64 дизассемблеры.
- Сохранение и восстановление частей файла.
- Поддержка a-out, arch, coff-386, MZ, jvmclass, LE, LMF, LX, NE, NLM-386, PharLap, PE/PE32+,ELF/ELF64, RDOFF, SIS, SISX исполнимых форматов.
- Выделение цветом инструкций.
- Навигация по коду.
- Утилита оценки производительности процессора.
- Встроенный 64-разрядный калькулятор.
- Поддержка asf, avi, bmp, jpeg, mov, mp3, mpeg, realmedia, wav мультимедийных форматов.
- Просмотр ввода консоли
- Шаблонный поиск в дизассемблере, шестнадцатеричном и бинарном режимах.
- Перекодировщик русских страниц.